# Mary Adela Blagg
Pour les articles homonymes, voir Blagg.
Mary Adela Blagg est une astronome et sélénographe britannique, née le 17 mai 1858 à Cheadle dans le Staffordshire et morte le 14 avril 1944 dans cette même localité.

## Biographie
Blagg naît le 17 mai 1858 à Cheadle dans le Staffordshire,. Elle est la fille aînée de Charles John Blagg (1833-1915), un solliciteur aisé. Elle fait ses études à domicile puis entre dans un pensionnat à Londres près de Kensington, où elle reçoit un enseignement d'un niveau équivalent à l'enseignement secondaire. Elle ne s'inscrit pas à l'université et n'apprend pas un métier. Elle s'implique dans le travail bénévole, notamment au sein de son église locale et d'une association locale, la Cheadle Girls Friendly Society. Elle ne développe que tardivement un intérêt pour l'astronomie. Elle suit des conférences publiques de vulgarisation données à Cheadle par Joseph Hardcastle (1868-1917). Par l'intermédiaire de celui-ci, elle rencontre Samuel Arthur Saunder (en) (1852-1912). Tous trois travaillent à mesurer la position de cratères lunaires et à standardiser leurs noms.
En 1916, elle devient la première femme admise à la Royal Astronomical Society.

### Étoiles variables
Herbert Hall Turner acquiert un manuscrit de Joseph Baxendell (en) (1815-1887) dans lequel celui-ci a consigné les données de ses observations d'étoiles variables. Rencontrant des difficultés à analyser les observations de Baxendell en raison de l'état brut des données, Turner en appelle à des volontaires qualifiés pour l'assister. Blagg répond à l'appel de Turner. Ensemble, ils publient, de 1912 à 1918, dans les Monthly Notices of the Royal Astronomical Society, une série de dix articles, : les Baxendell's observations of variable stars (« Observations d'étoiles variables par Baxendell »).

### Loi de Blagg
En 1913, elle propose une formule empirique, plus précise que celle de Titius-Bode, donnant la distance moyenne approximative des planètes par rapport au Soleil.
La loi de Titius-Bode s'écrit {\displaystyle a_{n}=0,4+0,3\times 2^{n-1}}, où {\displaystyle n} est le « rang » de la planète (-∞ pour Mercure, 1 pour Vénus, 2 pour la Terre, 3 pour Mars, 4 pour la ceinture d'astéroïdes, 5 pour Jupiter, 6 pour Saturne...) et {\displaystyle a_{n}} la distance entre la planète et le Soleil en unités astronomiques.
La loi de Blagg s'écrit :
{\displaystyle a_{n}=A\left(1,7275\right)^{n}\left[B+f\left(\alpha +n\beta \right)\right]},
où :
- {\displaystyle f} est une fonction périodique[7],[8] de période {\displaystyle 2\pi }[8] ;
- {\displaystyle A}, {\displaystyle B}, {\displaystyle \alpha } et {\displaystyle \beta } sont quatre constantes qui caractérisent, de façon approchée, le Système solaire[7], avec :
  - {\displaystyle A} et {\displaystyle B}, deux constantes numériques[8],[9] positives[9] ;
  - {\displaystyle \alpha } et {\displaystyle \beta }, deux constantes angulaires[8],[9].
- {\displaystyle n} est[Quoi ?]

La loi de Blagg est la première reformulation de la loi de Titus-Bode qui permet d'en étendre l'emploi aux trois systèmes secondaires[pas clair] du Système solaire.

### Membre de laRoyal Astronomical Society
En 1915, l'assemblée générale annuelle de la Royal Astronomical Society approuve l'admission des femmes comme membres (fellows) et associées (associates) de la société. Une demande (petition) est adressée au roi George V afin qu'il délivre la charte nécessaire. Le roi accepte.
En 1916, Blagg fait partie des cinq premières femmes élues, le 14 janvier, membres de la Royal Astronomical Society,,.

### Membre de la commission lunaire de l'Union astronomique internationale
En 1913, Blagg publie une liste des formations lunaires qu'elle a établie à partir des cartes de Johann Heinrich von Mädler (1794-1894), Johann Friedrich Julius Schmidt (1825-1884) et Edmund Neison (1849-1940).
En décembre 1905, Samuel Arthur Saunder (en) attire l'attention sur l'état insatisfaisant de la nomenclature lunaire et propose la création d'un comité international chargé de la standardiser. En 1907, à Vienne, l'Association internationale des académies (en) crée le comité et en nomme les membres, à savoir, outre Saunder : Maurice Lœwy, président ; Herbert Hall Turner, secrétaire ; ainsi que Julius Heinrich Franz, Simon Newcomb et Edmund Weiss. Par la suite, les membres décédés du comité sont remplacés par Guillaume Bigourdan (1851-1932), Edward Charles Pickering (1846-1919) et Pierre Puiseux (1855-1928). Le comité travaille « avec l'aide inestimable » de Blagg.
À la suite de la création, en 1919, de l'Union astronomique internationale (UAI), le comité se perpétue : il devient la commission 17 « Nomenclature lunaire » de l'UAI que celle-ci charge de standardiser la nomenclature lunaire. Dès 1919, Blagg devient officiellement une des cinq membres de cette commission que Herbert Hall Turner (1861-1930) préside ; ses trois autres membres sont Bigourdan, Pickering et Puiseux.
En 1928, à Leyde, dans le cadre de la IIIe Assemblée générale de l'UAI, Blagg soumet à la commission deux listes de noms que la commission adopte. La première des deux listes se compose de 412 noms sur lesquels Mädler, Schmidt et Neison s'accordent ; la seconde, de 95 autres noms généralement acceptés. Ernest William Brown (1866-1938) est élu nouveau président de la commission. Un sous-comité, dont Blagg et Karl Müller (en) (1846-1942) sont les deux membres, est créé et chargé de préparer la liste définitive des noms qui sera soumise à la commission dans le cadre de la prochaine assemblée générale.
En septembre 1932, la IVe Assemblée générale de l'UAI adopte la nomenclature ; celle-ci consiste en la liste des noms des formations lunaires, préalablement établie par Blagg puis amendée ; une subvention de 5 000 francs-or est accordée pour son impression.
Leurs travaux vont donner lieu à l'édition de deux volumes en 1935 intitulés Named Lunar Formations qui vont devenir une référence dans le domaine.
Sur la proposition de Félix Chemla Lamèch (1894-1962), supportée par Frank Watson Dyson (1868-1939), nouveau président de la commission, afin de récompenser Blagg et Müller de leurs travaux, deux formations lunaires — les cratères Blagg et Müller — reçoivent leurs noms respectifs.
En août 1961, à Berkeley, la XIe Assemblée générale de l'UAI confirmera la nomenclature lunaire résultant du Named Lunar Formations, revue et corrigée par la table III du Photographic Lunar Atlas édité par Gerard Kuiper (1905-1973) l'année précédente.

### Décès
Les huit dernières années de sa vie, Blagg souffre de problèmes cardiaques,. Elle meurt le 14 avril 1944, à son domicile, au lieu-dit High Bank, à Cheadle.

## Divers
Blagg est passionnée de jeu d'échecs dont elle devient une experte. Elle traduit de la poésie allemande en vers anglais. Elle est l'autrice d'histoires pour enfants, dont quatre ont été publiées localement,. Jusqu'à sa mort, elle est responsable de la rédaction de Literary links, un magazine manuscrit.
Pendant la Première Guerre mondiale, elle réduit ses travaux scientifiques afin de s'occuper d'enfants réfugiés belges, évacués à Cheadle. 
Blagg travaille principalement à son domicile et par correspondance. Bien qu'elle soit un membre actif de l'Union astronomique internationale ne participe qu'à deux de ses assemblées générales : la première fois en 1925, à la IIe qui se tient à Cambridge au Royaume-Uni ; la seconde en 1928, à la IIIe qui se tient à Leyde aux Pays-Bas.
Blagg ne s'est jamais mariée,.

## Hommages
Mary Adela Blagg est depuis 1935,, l'éponyme,,, du cratère Blagg qui un cratère d'impact, situé dans le Sinus Medii sur la face visible de la Lune. Blagg a ainsi été honorée de son vivant et sur la proposition de Félix Chemla Lamèch (1894-1962). Blagg est ainsi une des dix première femmes en l'honneur desquelles des cratère lunaires ont été nommés,
En 2001, dans le cadre des célébrations de passage au IIIe millénaire, Cheadle, sa ville natale, l'honore en érigeant, à sa mémoire, une sphère armillaire conçue et fabriquée par James Plant, un forgeron, membre honoraire de la British Astronomical Association.
En 2023, 2000 EO177, un petit corps du Système solaire, est nommé (50753) Maryblagg en son honneur.

## Publications
- (en) « On a suggested substitute for Bode's law », MNRAS, vol. 73, no 6,‎ 11 avril 1913, p. 414-422 (OCLC 6911221478, DOI 10.1093/mnras/73.6.414, Bibcode 1913MNRAS..73..414B, lire en ligne  [PDF]).

### Étoiles variables

#### Baxendell's observations of variable stars
- (en) « Baxendell's observations of variable stars : [first instalment] : no 1, R Arietis », MNRAS, vol. 73, no 2,‎ 13 décembre 1912, p. 124-136 (OCLC 6911228343, DOI 10.1093/mnras/73.2.124, Bibcode 1912MNRAS..73..124T, lire en ligne  [PDF]).
- (en) « Baxendell's observations of variable stars : [second instalment] : no 2, R Bootis ; no 3, R Cancri ; no 4, R Coronæ ; [and] no 5, S Coronæ ; with a correction to no 1, R Arietis », MNRAS, vol. 74, no 5,‎ 13 avril 1914, p. 451-482 (OCLC 6911061844, DOI 10.1093/mnras/74.5.451, Bibcode 1914MNRAS..74..451T, lire en ligne  [PDF]).
- (en) « Baxendell's observations of variable stars : third instalment : no 6, U Cygni ; no 7, R Delphini ; no 8, S Delphini ; [and] no 9, T Delphini », MNRAS, vol. 74, no 7,‎ 8 mai 1914, p. 568-600 (OCLC 6911095823, DOI 10.1093/mnras/74.7.568, Bibcode 1914MNRAS..74..568T, lire en ligne  [PDF]).
- (en) « Baxendell's observations of variable stars : fourth instalment : no 10, S Geminorum ; no 11, R Herculis ; [and] no 12, S Herculis », MNRAS, vol. 75, no 5,‎ 12 mars 1915, p. 398-425 (OCLC 6911069647, DOI 10.1093/mnras/75.5.398a, Bibcode 1915MNRAS..75..398T, lire en ligne  [PDF]).
- (en) « Baxendell's observations of variable stars : fifth instalment : no 13, T Herculis ; no 14, R Leonis ; [and] no 15, S Orionis », MNRAS, vol. 76, no 2,‎ 10 décembre 1915, p. 158-190 (OCLC 6911067852, DOI 10.1093/mnras/76.2.158, Bibcode 1915MNRAS..76..158., lire en ligne  [PDF]).
- (en) « Baxendell's observations of variable stars : sixth instalment : no 13, T Herculis, revised ; and no 16, R Persei », MNRAS, vol. 76, no 6,‎ 14 avril 1916, p. 469-493 (OCLC 6911238770, DOI 10.1093/mnras/76.6.469, lire en ligne  [PDF]).
- (en) « Baxendell's observations of variable stars : seventh instalment : no 17, R Sagittæ ; no 18, R Serpentis ; [and] no 19, T Serpentis », MNRAS, vol. 76, no 8,‎ 9 juin 1916, p. 659-697 (OCLC 6911229398, DOI 10.1093/mnras/76.8.659, lire en ligne  [PDF]).
- (en) « Baxendell's observations of variable stars : eighth instalment : no 20, T Tauri ; no 21, R Ursæ Majoris ; [and] no 22, S Ursæ Majoris », MNRAS, vol. 77, no 2,‎ 8 décembre 1916, p. 125-140 (OCLC 6911105375, DOI 10.1093/mnras/77.2.125, Bibcode 1916MNRAS..77..125B, lire en ligne  [PDF]).
- (en) « Baxendell's observations of variable stars : ninth instalment : no 23, S Vulpeculæ ; and no 24, S Aquilæ ; with notes on no 13, T Herculis ; and no 18, R Serpentis », MNRAS, vol. 77, no 7,‎ 11 mai 1917, p. 555-578 (OCLC 6911066233, DOI 10.1093/mnras/77.7.555, Bibcode 1917MNRAS..77..555B, lire en ligne  [PDF]).
- (en) « Baxendell's observations of variable stars : tenth instalment : no 25, U Boötis ; no 26, U Canis Minoris ; no 27, χ Cygni ; no 28, U Herculis ; [and] no 29, R Scuti », MNRAS, vol. 78, no 7,‎ 10 mai 1918, p. 491-541 (OCLC 6911066234, DOI 10.1093/mnras/78.7.491, Bibcode 1918MNRAS..78..491T, lire en ligne  [PDF]).

#### W Cygni
- (en) « The long-period variable W Cygni », MNRAS, vol. 80, no 1,‎ 14 novembre 1919, p. 41-64 (OCLC 6911072372, DOI 10.1093/mnras/80.1.41, lire en ligne  [PDF]).
- (en) « Second note on the long-period variable W Cygni : observations by E. F. Sawyer, 1885-1895 », MNRAS, vol. 81, no 2,‎ 10 décembre 1920, p. 144-150 (OCLC 6911097309, DOI 10.1093/mnras/81.2.144, lire en ligne  [PDF]).

#### Beta Lyrae
- (en) « Baxendell's observations of β Lyræ », MNRAS, vol. 84, no 8,‎ 13 juin 1924, p. 629-660 (OCLC 6911223467, DOI 10.1093/mnras/84.8.629, lire en ligne  [PDF]).
- (en) « Observations of β Lyræ by members of the BAA, 1906-1920 », MNRAS, vol. 85, no 5,‎ 13 mars 1925, p. 484-496 (OCLC 6911065824, DOI 10.1093/mnras/85.5.484, lire en ligne  [PDF]).
- (en) « Discussion of some further observations of β Lyræ », MNRAS, vol. 88, no 3,‎ 13 janvier 1928, p. 162-175 (OCLC 6911069920, DOI 10.1093/mnras/88.3.162, lire en ligne  [PDF]).

#### Discussion of observations of three long-period variables
- (en) « Discussion of observations of three long-period variables made by A. N. Brown : no 1, RT Cygni, 1908 – 1928 », MNRAS, vol. 89, no 8,‎ 14 juin 1929, p. 687-697 (OCLC 6911229611, DOI 10.1093/mnras/89.8.687, Bibcode 1929MNRAS..89..687B, lire en ligne  [PDF]).
- (en) « Discussion of observations of three long-period variables made by A. N. Brown : no 2, V Cas[siopeiæ], 1909 – 1929 january », MNRAS, vol. 90, no 5,‎ 14 mars 1930, p. 552-560 (OCLC 6911065005, DOI 10.1093/mnras/90.5.552, Bibcode 1930MNRAS..90..552B, lire en ligne  [PDF]).
- (en) « Discussion of observations of three long-period variables made by A. N. Brown : no 3, U Persei, 1909 september – 1930 march », MNRAS, vol. 91, no 2,‎ 12 décembre 1930, p. 231-238 (OCLC 6911062433, DOI 10.1093/mnras/91.2.231, Bibcode 1930MNRAS..91..231B, lire en ligne  [PDF]).

### Sélénographie
- (en) Collated list of lunar formations named or lettered in the maps of Neison, Schmidt, and Mädler, Edinbourg, Neill, 1913, VIII-182 p. (OCLC 6593365, SUDOC 022800727, lire en ligne  [PDF]).
- (en) Named lunar formations, Londres, Percy Lund Humphries, 1935 (OCLC 758267768, SUDOC 018334709) :
  - (en) op. cit., t. Ier : Catalogue, XI-196 p., 18 × 27 cm (OCLC 31417101, SUDOC 022381023, lire en ligne  [PDF]) ;
  - (en) op. cit., t. II : Maps, 36 × 36 cm.